# Родзик, Брюно
Брюно Родзик (фр. Bronislaw (Bruno) Rodzik; 29 мая 1935, Жиромон — 12 апреля 1998, Тьонвиль) — французский футболист польского происхождения, игравший на позиции защитника, игрок национальной сборной Франции. Известен выступлениями за клубы «Ницца» и «Реймс». Трёхкратный чемпион Франции.

## Клубная карьера
В профессиональном футболе дебютировал в девятнадцатилетнем возрасте в составе клуба «Жиромон» в одной из низших лиг французского чемпионата, за который отыграл три сезона. Своей игрой привлёк внимание селекционеров клуба «Реймс», контракт с которым подписал в 1957 году. В первом же сезоне в новом клубе оформил дубль, став чемпионом Франции и обладателем национального кубка, при этом сыграв в чемпионате лишь в пяти матчах и не приняв участие в финальном матче кубка. Начиная с сезона 1958—1959 годов стал стабильным игроком основы, выходя практически в каждом матче национального чемпионата.
В сезоне 1959—1960 годов выиграл второй титул чемпиона Франции, третий же титул был им добыт в сезоне 1961—1962 годов. Всего в составе «Реймса» выступал на протяжении 7 сезонов.
В 1959 году играл в финальном матче Кубка Чемпионов, в котором «Реймс» проиграл «Реалу» со счетом 2:0.
В 1964 году перешёл в состав клуба «Олимпик Ницца», где сразу же закрепился в основном составе, и в первый же сезон помог клубу подняться из Лиги 2 в Лигу 1. Провёл в составе клуба 4 сезона, вместе с командой стал обладателем серебряных наград чемпионата в сезоне 1967—1968 годов. Ушёл из футбола в 1968 году.

## Выступление за сборную
Дебютировал в составе национальной сборной Франции в марте 1960 года в гостевом матче против сборной Австрии, завершившемся со счетом 4:2 в пользу французов.
В 1960 году был участником первого чемпионата Европы, на котором сборная Франция заняла четвёртое место из четырёх возможных. Играл в матчах отборочного цикла к чемпионату мира 1962 года, который завершился для сборной Франции неудачно, разделив в отборочной группе первое место со сборной Болгарии, для выявления победителя был назначен дополнительный матч между сборными на нейтральном поле, который завершился со счетом 1:0 в пользу болгар, которые и отправились на мировое первенство.
Последний матч за сборную сыграл в ноябре 1963 года. Всего в составе национальной команды провёл 21 поединок (5 завершились победой сборной Франции, 5 завершились ничьей и 11 были проиграны).

## Достижения
- Чемпион Франции: 1957/1958, 1959/1960, 1962/1963
- Обладатель кубка Франции: 1958